# 7 oktober
7 oktober är den 280:e dagen på året i den gregorianska kalendern (281:a under skottår). Det återstår 85 dagar av året. Om det i Sverige är ovanligt varmt och soligt runt denna dag kallas det för brittsommar.

## Återkommande bemärkelsedagar

### Tidigare nationaldagar
- Östtysklands nationaldag (1949 – 1989, det återförenade Tysklands nationaldag är Tag der Deutschen Einheit  3 oktober)

## Namnsdagar

### Svenska almanackan
- Nuvarande – Birgitta och Britta

- Föregående i kronologisk ordning

- Före 1901 – Birgitta och Brita
- 1901–1985 – Birgitta
- 1986–1992 – Birgitta, Birgit och Britt
- Från 1993 – Birgitta och Britta

Birgitta infördes på dagens datum under medeltiden, till minne av att Heliga Birgitta blev helgonförklarad denna dag 1391. Det har funnits där sedan dess och benämns även Birgittadagen.
Brita förekom på dagens datum på 1790-talet, men utgick sedan. 1986 infördes det med Britta på 21 oktober, men utgick 1993, samtidigt som Britta flyttades till dagens datum. Birgit och Britt infördes på dagens datum 1986, men flyttades 1993 till 13 oktober – Britt utgick sedan 2001, medan Birgit står kvar.

### Finlandssvenska almanackan
- Nuvarande från 2020[3] – Birgitta, Brita, Birgit, Britta, Britt
- I föregående revideringar[a][4]
  - 1929–1963 – Birgitta, Brita
  - 1964–1994 – Birgitta, Brita, Birgit
  - 1995–2019 – Birgitta, Brita, Britta, Britt, Birgit

## Händelser
- 3761 f.Kr. – Enligt judisk tradition skapades Adam av Gud denna dag som bildar utgångspunkten i den hebreiska kalendern.
- 1391 – Birgitta Birgersdotter, heliga Birgitta, helgonförklaras.
- 1571 – Slaget vid Lepanto mellan det Osmanska riket och en allians av Spanien, Rom, Republiken Venedig och Malta.
- 1573 – Romersk-katolska kyrkan instiftar årlig fest till ära till Vår Fru av Rosenkransen
- 1882 – Förbundet Nordiska samfundet mot plågsamma djurförsök bildas.
- 1911 – Karl Staaf efterträder Arvid Lindman som Sveriges statsminister.[5]
- 1919 – Flygbolaget KLM grundas.
- 1933 – Flygbolaget Air France grundas.
- 1938 – Judy Garland sjunger in Over the Rainbow, för filmen Trollkarlen från Oz (1939).
- 1942 – Walt Disneys tecknade långfilm Fantasia har svensk premiär.
- 1949 – Staten Östtyskland (DDR) bildas (detta datum var Östtysklands nationaldag åren 1950–1989).[6]
- 1950
  - Tibet ockuperas av kinesiska kommunister.
  - Missionaries of Charity grundas.
- 1966 – Provierörelsen grundas.
- 1986 – The Long run startar, där tre Saab 9000 2,0 Turbo körs 100 000 kilometer med en medelhastighet av 213,299 km/h.[7]
- 1994
  - Ingvar Carlsson tillträder som statsminister i Sverige för andra gången.[8]
  - Första avsnittet av Svensson, Svensson sänds.
- 1996 – Nyhetskanalen Fox News Channel lanseras som en konkurrent till etablerade CNN. Under första halvan av 00-talet är Fox News mest sedda kabel-tv-kanal.
- 1998 – Första avsnittet av amerikanska tv-serien Förhäxad sänds i USA.
- 2023 – Kriget mellan Hamas och Israel inleds i och med Hamas attack mot Israel i oktober 2023.

## Födda
- 1471 – Fredrik I, kung av Danmark och Norge 1523–1533.
- 1520 – Alessandro Farnese, italiensk kardinal.
- 1573 – William Laud, engelsk prelat.
- 1608 – Erik Palmskiöld, svensk arkivsekreterare i Riksarkivet.
- 1645 – Matthias Iser, biskop i Västerås stift.
- 1734 – Sir Ralph Abercromby, brittisk general.
- 1845
  - Otto March, tysk arkitekt.
  - Erik Olof Burman, svensk universitetslärare och filosof.
- 1856 – William A. Massey, amerikansk republikansk politiker och jurist, senator (Nevada) 1912–1913.
- 1879 – Joe Hill (eg. Joel Hägglund), svenskfödd amerikansk diktare, sångare och fackföreningsman.
- 1880 – Conrad Albrecht, tysk sjömilitär, generalamiral 1939.
- 1884
  - Fritz Noether, matematiker.
  - Lilly Hafgren-Waag-Dinkela, svensk operasångerska.
- 1885 – Niels Bohr, dansk fysiker, mottagare av Nobelpriset i fysik 1922.
- 1888 – Henry A. Wallace, amerikansk politiker, USA:s vicepresident 1941–1945.
- 1900 – Heinrich Himmler, tysk nazist och högste chef för SS.
- 1907 – Tutta Rolf, norsk-svensk sångare, skådespelare och revyartist.
- 1908 – Kiki, rumänsk/svensk cirkusartist och skådespelare.
- 1917 – June Allyson, amerikansk skådespelare och musikalartist.
- 1922 – Bali Ram Bhagat, indisk politiker, talman i Lok Sabha 1976–1977.
- 1923
  - Irma Grese, tysk krigsförbrytare.
  - Sonja Kolthoff, svensk skådespelare.
- 1924 – Gunnar Brusewitz, författare, konstnär, tecknare.
- 1931 – Desmond Tutu, sydafrikansk ärkebiskop, apartheidmotståndare, tilldelades Nobels fredspris 1984.
- 1939 – Harold Kroto, brittisk kemist, mottagare av Nobelpriset i kemi 1996.
- 1941 – Lennart Malmer, svensk regissör, manusförfattare, filmare, producent, kompositör och fotograf.
- 1943
  - Rolf Börjlind, svensk skådespelare.
  - Oliver North, amerikansk säkerhetsrådgivare till president Ronald Reagan, centralt inblandad i Irangate-skandalen 1985–1987.
- 1945
  - Gert Fylking, svensk skådespelare och programledare i radio.
  - Gunilla Nyroos, svensk skådespelare.
- 1947 – Eva Kristin Tangen, svensk skådespelare.
- 1952
  - Ralf Edström, svensk fotbollsspelare.
  - Vladimir Putin, Rysslands president 2000–2008 och 2012– samt premiärminister 2008–2012.
- 1955
  - Bill Foster, amerikansk demokratisk politiker och fysiker, kongressledamot 2008–2011.
  - Yo-Yo Ma, fransk musiker.
- 1958 – Staffan Valdemar Holm, svensk teaterregissör och teaterchef.
- 1959
  - Dylan Baker, amerikansk skådespelare.
  - Nikos Dendias, grekisk politiker.
- 1965
  - Marco Apicella, italiensk racerförare.
  - Dr. Gunni, isländsk musiker, poet och journalist.
- 1967 – Fredrik Egerstrand, svensk skådespelare, regissör och konstnär.
- 1968 – Thom Yorke, brittisk musiker, sångare i Radiohead.
- 1969 – Christer Nerfont, svensk musikalartist.
- 1972
  - Olle Palmlöf, svensk radiopratare, tv-programledare och komiker.
  - Robby Ginepri, amerikansk tennisspelare.
- 1973
  - Dida, eg. Nelson de Jesus Silva, brasiliansk fotbollsspelare.
  - Sami Hyypiä, finländsk fotbollsspelare.
- 1974 – Charlotte Perrelli, svensk sångare, popmusik och dansband etc, vinnare av Eurovision Song Contest 1999.
- 1982 – Anastasija Stotskaja, rysk sångare, skådespelare och musikalartist.
- 1996 – Lewis Capaldi, skotsk sångare och låtskrivare.
- 1997 – Kira Kosarin, amerikansk skådespelare och sångare

## Avlidna
- 336 – Markus, påve sedan 18 januari detta år
- 929 – Karl den enfaldige, 50, kung av Västfrankiska riket 898–922
- 1368 – Lionel av Antwerpen, 29, hertig av Clarence
- 1571 – Dorothea av Sachsen-Lauenburg, 60, drottning av Danmark och Norge 1534–1559, gift med Kristian III
- 1612 – Giovanni Battista Guarini, 73, italiensk författare
- 1681 – Nikolaes Heinsius, 61, nederländsk filolog och diplomat
- 1796 – Thomas Reid, 86, skotsk filosof
- 1817 – Pierre Samuel du Pont de Nemours, 77, fransk nationalekonom
- 1818
  - Gudmund Jöran Adlerbeth, 67, svensk författare och politiker, ledamot av Svenska Akademien
  - David Stone, 48, amerikansk jurist och politiker, senator (North Carolina)
- 1847 – Alexandre Brongniart, 77, fransk kemist, geolog, och zoolog
- 1849 – Edgar Allan Poe, 40, amerikansk novellist och poet
- 1852 – William Henry Haywood, 50, amerikansk demokratisk politiker, senator (North Carolina) 1843–1846
- 1856 – William Hall, 81, amerikansk demokratisk politiker, guvernör i Tennessee 1829
- 1866 – Robert F. Stockton, 71, amerikansk militär och demokratisk politiker, senator (New Jersey) 1851–1853
- 1889 – Max Vogler, 35, tysk författare, recensent och litteraturhistoriker
- 1896 – Louis Jules Trochu, 81, fransk militär och politiker, president i Frankrikes nationella försvarsregering 1870–1871
- 1898 – A. Oakey Hall, 72, amerikansk journalist, jurist och politiker, borgmästare i New York 1869–1872
- 1926 – Hjalmar Westring, 68, svensk ämbetsman och politiker
- 1927 – Paul Sérusier, 62, fransk målare
- 1957 – Knut Lindroth, 84, svensk skådespelare
- 1958 – Maurice de Vlaminck, 82, fransk målare
- 1959 – Mario Lanza, 38, amerikansk skådespelare och operasångare
- 1960 – Sven Rüno, 59, svensk kompositör, textförfattare, pianist och kapellmästare
- 1967 – Norman Angell, 94, brittisk författare och parlamentsledamot, mottagare av Nobels fredspris 1933
- 1969
  - Lars Ekborg, 43, svensk skådespelare
  - Ture Nerman, 83, svensk socialistisk politiker och poet
  - Per Lundgren, 78, svensk fältläkare och högerpolitiker
- 1971 – John E. Miles, 87, amerikansk demokratisk politiker
- 1972 – Erik Eriksen, 69, dansk politiker, statsminister 1950–1953
- 1980 – Ernst Alm, 80, svensk längdåkare, segrare i det första Vasaloppet 1922
- 1993 – Cyril Cusack, 82, irländsk skådespelare
- 1994 – Niels K. Jerne, 82, dansk immunolog, mottagare av Nobelpriset i fysiologi eller medicin 1984
- 2004 – Gun Arvidsson, 74, svensk skådespelare, teaterregissör och teaterpedagog
- 2006
  - Anna Politkovskaja, 48, rysk journalist, skrev för tidningen Novaja Gazeta (mördad)
  - Anne-Margrethe Björlin, 85, svensk skådespelare
- 2007
  - Norifumi Abe, 32, japansk roadracingförare, trafikolycka
  - Riccardo Campogiani, 16, svenskt gatuvåldsoffer
  - Georg Oddner, 83, svensk fotograf
- 2008 – George E. Palade, 95, rumänsk-amerikansk cellbiolog, mottagare av Nobelpriset i fysiologi eller medicin 1974
- 2009 – Irving Penn, 92, amerikansk fotograf
- 2011
  - Ramiz Alia, 85, albansk politiker, president 1991–1992 och generalsekreterare för Albaniens arbetarparti 1985–1991
  - George Baker, 80, brittisk skådespelare
- 2014 – Siegfried Lenz, 88, tysk författare
- 2020 – Mario Molina, 77, mexikansk-amerikansk kemist, mottagare av Nobelpriset i kemi 1995
- 2022 – Anna Wahlgren, 80, svensk författare och samhällsdebattör